# Mîhailivka, Sakî
Mîhailivka (în ucraineană Михайлівка) este un sat în comuna Orihove din raionul Sakî, Republica Autonomă Crimeea, Ucraina.

## Demografie
Componența lingvistică a localității Mîhailivka
     Rusă (67,18%)
     Ucraineană (15,27%)
     Tătară crimeeană (15,24%)
     Alte limbi (0,94%)
Conform recensământului din 2001, majoritatea populației localității Mîhailivka era vorbitoare de rusă (67,18%), existând în minoritate și vorbitori de ucraineană (15,27%) și tătară crimeeană (15,24%).